# Mellicta verbanica
Mellicta verbanica är en fjärilsart som beskrevs av Rocci 1932. Mellicta verbanica ingår i släktet Mellicta och familjen praktfjärilar. Inga underarter finns listade i Catalogue of Life.